# Triunfo Arciniegas
Triunfo Arciniegas (Málaga, Santander) es un escritor colombiano

## Biografía
Cuando triunfo  tenía doce años, su familia emigró a Pamplona, donde vive y hace talleres de literatura y teatro en escuelas rurales en las veredas Chíchira, El Naranjo y Altogrande. Escribe con insistencia sobre gatos, bandidos, ángeles, vampiros y otros monstruos. Dirige el teatro infantil La manzana azul. Ha participado en talleres con Satoshi Kitamura y Javier Sáez Castán, entre otros. Además de haber ilustrado algunos de sus propios libros, ilustró para editorial Norma en 1991 Diecisiete fábulas del zorro

## Libros para niños y jóvenes
Cuento
- La silla que se le perdió una pata y otras historias (1988)[2]
- Los casi bandidos que casi roban el sol y otras historias(1989) 
  - Contenido: "El árbol de candela"; "La escopeta de Petronio"; "Los casi bandidos que casi roban el sol"
- Caperucita roja y otras historias perversas(1991)
- La muchacha de Transilvania y otras historias de amor(1993)
- El súper burro y otros héroes (1999)
- El vampiro y otras visitas (2001)
- Los besos de María (2001)
- La verdadera historia del gato con botas (2003)
- La caja de las lágrimas  (2004)
- Por donde asoma la luna (2007)
- Cinco muertas de amor (2016)

Álbum
- El león que escribía cartas de amor (1989) (Ilustraciones del autor)
- La media perdida (1989)
- La pluma más bonita (1994)
- Mamá no es una gallina (2002)
- Tres tristes tigres (2004)
- Roberto está loco (2005) (Ilustraciones del autor)
- Yo, Claudia (2006)
- María Pepitas (2008) (Ilustraciones del autor)
- El rabo de Paco (2011)
- El niño gato (2013)
- Letras robadas (2013)
- Toto, el rey (2013)

Novela
- Las batallas de Rosarino (1989) (Edición definitiva en 2002) (Ilustraciones del autor)
- La lagartija y el sol (1989)
- La sirena de agua dulce (2002)
- Pecas (2002)
- Carmel toda la vida (2004)
- Boca flor (2007)
- El árbol triste (2008)
- El papá de los tres cerditos (2009)
- El último viaje de Lapita López (2011)
- La hija del vampiro (2011)
- La llorona (2013)

Teatro
- Después de la lluvia (1997)
- La vaca de Octavio / La araña sube al monte (1997)
- Lucy es pecosa (1997)
- Mambrú se fue a la guerra (1997)
- El pirata de la pata de palo (2000)
- Torcuato es un león viejo (2000)
- Amores eternos (2003)
- La ventana y la bruja (2003)
- El amor y otras materias (2004)
- La casa de chocolate (2009)

Libros en verso
- La gota de agua (2003)
- Los olvidos de Alejandra (2005)
- Señoras y señores (2007)
- Las barbas del árbol (2011)

## Libros para adultos
Cuento
- El cadáver del sol (1984)
- En concierto: 1973-1985 (1986)
- El jardín del unicornio y otros lugares para hombres solos (2002) (Se trata de una nueva versión del libro de 1984)
  - Contenido: "Cuerpo de viejo"; "El mundo de Cristina"; "El jardín del Unicornio"; "La botella del alma"; "Miel"; "Alas a mitad de precio"; "Pasajeros"; "El gusano de Dios"; "Cerdos en el viento"; "Las visitas del ángel"
- Noticias de la niebla (1973-2002) (2003) (Se trata de una nueva versión del libro de 1986)
- Mujeres muertas de amor (2008), Premio Nacional de Cuento Jorge Gaitán Durán 2007

Poesía
- Cuerpo de amor herido (2010)
- Mujeres (2012)

Novela
- Mujer de niebla (2002) (Aunque así se publicó, se trata de un título falso, el verdadero es: Pequeños cadáveres)
- Dulce animal de compañía (2019)[3]

## Cuentos en antologías
- La mujer cometa y otros relatos (Fundación para la cultura "Testimonio", 1984) Incluye el cuento: "La mujer cometa"
- Cuentos (Ecoe, 1992) Incluye: "Toto de Lucy"
- 7o. Concurso de cuento Carlos Castro Saavedra (Trasempaques, 1996) Incluye: "El rey de burlas"
- Antología los mejores relatos infantiles (Beatriz Helena Robledo, ed.) (Biblioteca Familiar Presidencia de la República, 1997)
- Navidad concursos de cuento y dibujos alusivos al tema de la navidad (IDCT y Tercer Mundo, 1998) Incluye: "Tío Alejandro Almenábar"
- XIV Concurso Nacional de Cuentos Ciudad Barrancabermeja: (selección de los mejores cuentos) (Alcaldía municipal, 2001)
- Premio Parker de literatura infantil 2003 (Parker, 2003) Incluye: "La negra y el diablo"
- Cuentos de fantasmas (Verónica Arciniegas, ed.) (Panamericana, 2005) Incluye: "Peligros"
- Cuentos sin cuenta: antología de relatos de escritores de la generación del 50 (Fabio Martínez, ed.) (Universidad del Valle, 2005) Incluye: "Miel"

## Premios
- Premio del III concurso de cuento de la Fundación para la cultura "Testimonio", 1983, con "La mujer cometa"
- Premio Enka de Literatura Infantil, 1989, con Las batallas de Rosalino
- Premio Comfamiliar del Atlántico, 1991, con Caperucita Roja y otras historias perversas
- Premio Nacional de Literatura, Colcultura, 1993, género literatura para público infantil con La muchacha de Transilvania y otras historias de amor
- Premio Nacional de Cultura, 1998, género dramaturgia infantil con Torcuato es un león viejo
- Premio de literatura infantil Parker, 2003, con el cuento: "La negra y el diablo"
- X Concurso nacional de cuento “Jorge Gaitán Durán”, 2007, con Mujeres muertas de amor
- Lista de honor IBBY 2016, por el libro Letras robadas
- Nominado al Premio Hans Christian Anderson 2018.